# Prats
Prats – miejscowość w Hiszpanii, w Katalonii, w prowincji Lleida, w comarce Baixa Cerdanya, w gminie Prats i Sansor.
Według danych INE z 2005 roku miejscowość zamieszkiwały 104 osoby.